# Urban Myths
Urban Myths é um série de televisão britânica de 2017 produzida pela Happy Tramp Productions e Sky Arts. Cada episódio da série conta uma história diferente sobre pessoas reais e conhecidas que podem ou não ter realmente acontecido.
Depois da divulgação do primeiro trailer de um dos episódios da série, Paris Jackson chamou a interpretação de Joseph Fiennes como Michael Jackson de “vergonhosa”, declarando no Twitter ter se sentido “incrivelmente ofendida e enojada” com as cenas mostradas. Após a polêmica, o canal desistiu de exibir o episódio. Além disso, a série marca uma das últimas aparições da atriz Carrie Fisher na televisão.

## Elenco

### Primeira Temporada
- Eddie Marsan como Bob Dylan
- David Threlfall como Samuel Beckett
- Iwan Rheon como Adolf Hitler
- Rupert Grint como August Kubizek
- Ben Chaplin como Cary Grant
- Aidan Gillen como Timothy Leary
- Noel Clarke como Muhammad Ali
- Danny John-Jules como Don King
- Joseph Fiennes como Michael Jackson
- Brian Cox como Marlon Brando
- Carrie Fisher como Ela mesma
- Stockard Channing como Elizabeth Taylor
- Liam Macdonald como Andre Roussimoff

### Segunda Temporada
- Gemma Arterton como Marilyn Monroe
- James Purefoy como Billy Wilder
- Jonas Armstrong como Bob Geldof
- Frank Skinner como Johnny Cash
- David Suchet como Salvador Dali
- Noel Fielding como Alice Cooper
- Luke Treadaway como David Bowie
- Jack Whitehall como Marc Bolan
- Anna Maxwell Martin como Agatha Christie
- Abdul Salis como Flavor Flav
- Robert Glenister como Kev Wells
- Frankie Fox como Johnny Rotten
- Steve Pemberton como Bill Grundy
- Alex Pettyfer como Tony Curtis

## Episódios

### Primeira temporada (2017)
1. Bob Dylan: Knockin' on Dave's Door
2. Samuel Beckett and Andre the Giant
3. Hitler the Artist
4. Cary Grant and Timothy Leary
5. The Greatest of All Time
6. Elizabeth, Michael and Marlon

### Segunda temporada (2018)
1. Marilyn Monroe and Billy Wilder
2. Backstage at Live Aid
3. Johnny Cash and the Ostrich
4. The Dali and The Cooper
5. David Bowie and Marc Bolan
6. Agatha Christie
7. Public Enemy (feat. Kev Wells)
8. The Sex Pistols vs. Bill Grundy

### Terceira temporada (2019)
1. Princess Diana, Freddie Mercury and Kenny Everett
2. Andy & The Donald
3. Bleak House Guest
4. The Trial of Joan Collins
5. Grace Under Pressure
6. Madonna and Basquiat
7. Paul McCartney
8. Mick Jagger and Princess Margaret

## Prêmios e indicações
| Ano  | Prêmio                         | Categoria              | Indicação   | Resutado |
| ---- | ------------------------------ | ---------------------- | ----------- | -------- |
| 2018 | 46th International Emmy Awards | Melhor Série Dramática | Urban Myths | Indicado |